# Жанажол (Мактааральский район)
Жанажол (каз. Жаңажол, до 2000 г. — 30 лет Казахской ССР) — село в Мактааральском районе Туркестанской области Казахстана. Административный центр сельского округа Аязхана Калыбекова. Находится примерно в 8 км к востоку от районного центра, города Жетысай. Код КАТО — 514483100.

## Население
В 1999 году население села составляло 1290 человек (634 мужчины и 656 женщин). По данным переписи 2009 года, в селе проживало 2197 человек (1076 мужчин и 1121 женщина).